# Prairie City, Illinois
Prairie City là một làng thuộc quận McDonough, tiểu bang Illinois, Hoa Kỳ. Năm 2010, dân số của làng này là 379 người.

## Dân số
Dân số qua các năm:
- Năm 2000: 461 người.
- Năm 2010: 379 người.